# Trimerotropis leucophaea
Trimerotropis leucophaea är en insektsart som beskrevs av Rentz, D.C.F. och Weissman 1984. Trimerotropis leucophaea ingår i släktet Trimerotropis och familjen gräshoppor. Inga underarter finns listade i Catalogue of Life.